# Fuerzas Armadas de Costa de Marfil
Las Fuerzas Armadas de Costa de Marfil (en francés: Forces Armées de Côte d'Ivoire) son las fuerzas militares de Costa de Marfil.

## Historia
Las Fuerzas Armadas de Costa de Marfil tienen sus raíces en las fuerzas armadas coloniales del África Occidental Francesa, que tenían su sede en Dakar, en Senegal, pero que poseían bases en varias regiones militares distintas. La mayoría de los reclutas marfileños que se unieron al ejército colonial, fueron asignados a las unidades senegalesas durante este período, fueron conocidos como los tiradores senegaleses.
Sirvieron con distinción durante ambas guerras mundiales, con 20 000 soldados marfileños luchando para los franceses durante la Primera Guerra Mundial y otros 30 000 soldados durante la Segunda Guerra Mundial.
En 1950, el gobierno francés inició el proceso de creación de una fuerza de defensa específica para la colonia, formada por cuatro compañías de infantería y una unidad blindada ligera.
Costa de Marfil obtuvo su independencia de Francia el 7 de agosto de 1960. En abril de 1961, el nuevo gobierno firmó el Acuerdo de Asistencia Técnica Militar Franco-Marfileña con Francia, que obligaba al país galo a colaborar en la formación de un nuevo ejército nacional.
También autorizó la presencia continua de tropas francesas estacionadas en Port-Bouët, y permitió al gobierno solicitar la asistencia militar francesa en caso de una agresión externa o de disturbios internos importantes.
A finales de 1962, las incipientes fuerzas armadas de Costa de Marfil se habían expandido rápidamente hasta contar con 5000 soldados distribuidos en cuatro batallones. La mayoría de los reclutas iniciales procedían del extinto establecimiento militar colonial y habían servido en varias unidades francesas, en particular en los regimientos de infantería naval.
Estaban armados con un equipo antiguo donado por Francia, incluidos dos aviones monoplanos Max Holste Broussard, un solo avión de carga Douglas DC-3, 15 vehículos de reconocimiento blindado M8 Greyhound, e incluso un buque cazasubmarinos.
Fue instaurado el servicio militar obligatorio, aunque el gran número de voluntarios y los bajos requerimientos de mano de obra garantizaron que el servicio solo se aplicara de manera selectiva.
Algunos de los altos cargos del cuerpo de oficiales y del Ministerio de Defensa siguieron estando ocupados por ciudadanos nacionales franceses.
Como Costa de Marfil no podía permitirse el lujo de desviar fondos de sus programas de desarrollo económico hacia las fuerzas armadas y dependía de Francia para su defensa externa, el establecimiento militar siguió siendo bastante modesto entre los años 1961 y 1974.
El gasto de defensa se disparó entre 1974 y 1987, y el número de personal en servicio en las fuerzas armadas marfileñas aumentó a 14 920 hombres.
Durante este período, la fuerza aérea y la marina marfileña, se embarcaron en una importante campaña de modernización.
En Abiyán se construyó una academia internacional de formación de marinos mercantes, que capacitó al personal de varios gobiernos Comunidad Económica de Estados de África Occidental (ECOWAS).
En 1997, el colapso de las relaciones entre civiles y militares se hizo evidente, cuando el presidente Henri Konan Bédié, destituyó al general Robert Guéï bajo una sospecha de deslealtad.
Dos años más tarde, un motín del Ejército marfileño, encabezado por reclutas descontentos y oficiales subalternos se convirtió en un importante golpe de Estado que derrocó a Bédié e instaló a Guéï en su lugar.
Guéï se presentó posteriormente a las elecciones presidenciales posteriores, aunque intentó anular los resultados electorales cuando el candidato Laurent Gbagbo consiguió el voto popular.
Esto desencadenó una revuelta civil en Abiyán, y dos días de batallas callejeras entre los partidarios de Gbagbo y los soldados leales a Guéï.
La mayoría de las fuerzas armadas permanecieron neutrales hasta el tercer día, cuando las unidades de élite del ejército y la gendarmería anunciaron que reconocerían al candidato Gbagbo como presidente de la república.
Guéï reconoció su derrota y partió hacia el exilio, el 29 de octubre de 2000.
En septiembre de 2002, Costa de Marfil sufrió un segundo motín del ejército, esta vez fue protagonizado por 750 soldados musulmanes que tomaron Bouaké, alegando una supuesta discriminación religiosa, y presentaron varias reclamaciones ante un gobierno predominantemente cristiano.
Los amotinados tomaron más tarde el control de la mayor parte de las regiones administrativas del norte del país, llevando a cabo una brutal campaña de limpieza étnica y hundiendo al país en una violenta guerra civil.
Durante varios años, las tropas enviadas por Francia, la ECOWAS y la Operación de las Naciones Unidas en Costa de Marfil, establecieron una zona de separación entre el sur y el norte del país en manos de los rebeldes.
Durante ese tiempo, el presidente Gbagbo pidió repetidamente la ayuda de Francia para aplastar a las fuerzas rebeldes.
Francia sostuvo que no tomaría partido en la guerra civil marfileña, pero permitió que los aviones militares marfileños cruzaran la zona de separación y atacaran las posiciones de los rebeldes.
En noviembre de 2004, un piloto marfileño atacó una base militar francesa, durante un ataque aéreo sobre Bouaké, matando a nueve soldados franceses. Los franceses respondieron lanzando una operación de represalia para destruir a la Fuerza Aérea de Costa de Marfil.
En marzo de 2011, una nueva coalición rebelde, las Fuerzas nuevas de Costa de Marfil, lanzaron una nueva ofensiva en el sur del país, contando con apoyo de Francia, lo que desencadenó una segunda guerra civil.
El Ejército marfileño fue rápidamente superado y el presidente Gbagbo fue depuesto por los rebeldes marfileños.
Las fuerzas nuevas por su parte, crearon un nuevo ejército nacional, que fue conocido como las Fuerzas republicanas de Costa de Marfil.
Los problemas de integración derivados de la incorporación de varias facciones rebeldes a las fuerzas armadas, así como de antiguos ciudadanos leales a Gbagbo, siguen persistiendo. En 2014, algunas unidades del ejército marfileño, iniciaron un motín fallido debido a disputas salariales, la crisis terminó cuando los dirigentes políticos marfileños aceptaron un nuevo acuerdo financiero, con los representantes de las fuerzas armadas marfileñas.
El 7 de enero de 2017, se produjo un segundo motín en Costa de Marfil, en el que las tropas de Bouaké exigieron unos salarios más altos y unas mejores condiciones de vida, esto dio lugar a un segundo acuerdo financiero con el gobierno marfileño.

## Armada
Costa de Marfil cuenta con una marina de aguas marrones, cuya misión es la vigilancia costera y la seguridad de las 340 millas de costa del país.
La capacidad operativa de la marina se vio gravemente degradada, debido al desvío de recursos hacia el ejército y la fuerza aérea durante las guerras civiles, y esta sigue siendo incapaz de realizar operaciones más allá de las inmediaciones de Abiyán.
En 2014 se recibieron tres buques patrulleros de la clase "Defender", y en 2018 se realizó un pedido de nueve buques patrulleros a la empresa de construcción naval "Raidco Marine".

### Buques
| Clase          | Fotografía | Origen         | Tipo                      | Unidades | Fabricante                            |
| -------------- | ---------- | -------------- | ------------------------- | -------- | ------------------------------------- |
| CTM            |            | Francia        | Lanchas de desembarco     | 2        | Constructions mécaniques de Normandie |
| Clase Zodiac   |            | Francia        | Embarcaciones de comandos | 20       | SafranZodiac                          |
| Clase Defender |            | Estados Unidos | Buques patrulleros        | 3        | SAFE Boats International              |
| RPB 33         |            | Francia        | Buques patrulleros        | 3        | Raidco Marine                         |
| RPB 20         |            | Francia        | Buques Patrulleros        | 2        | Raidco Marine                         |
| RPB 12         |            | Francia        | Buques Patrulleros        | 4        | Raidco Marine                         |
| Rodman 890     |            | España         | Buques Patrulleros        | 2        | Rodman                                |

### Buques retirados
Los primeros buques, fueron un cazasubmarinos de segunda mano (SC 1337) de los Estados Unidos, y tres antiguos barcos de la Armada francesa (una lancha patrullera y dos lanchas rápidas de ataque.

## Ejército de Tierra

### Organización
En 1993, el ejército marfileño contaba con tres batallones de infantería, un batallón blindado, una batería de artillería y siete compañías especializadas.
La dotación efectiva del ejército fue de unos 3000 soldados durante los primeros diez años de la independencia de Costa de Marfil, cifra que aumentó a más de 8000 a mediados de los años 1980, antes de disminuir de forma constante hasta unos 5500. El Ejército de Tierra, es la mayor rama de las fuerzas armadas marfileñas.
En 1987, el ejército era responsable de las cinco regiones militares del país, cada una de las cuales estaba supervisada por un coronel.
La Primera Región Militar controlaba la concentración de fuerzas en Abiyán y sus alrededores; sus principales unidades, eran un batallón de intervención rápida aerotransportado, un batallón de infantería, un batallón blindado, y un batallón de artillería y defensa antiaérea. La Segunda Región Militar estaba ubicada en Daloa e incluía a un batallón de infantería.
La Tercera Región Militar tenía su sede en Bouaké, y albergaba a un batallón de artillería, uno de infantería, y uno de ingenieros.
La Cuarta Región Militar, mantuvo únicamente a una compañía de defensa territorial con sede en Korhogo. La Quinta Región Militar era conocida anteriormente como la Zona operacional occidental, un comando temporal creado para responder a la amenaza de la seguridad causada por la Primera guerra civil liberiana.
En 2010 se abolió el sistema de regiones militares.
En julio de 2011, el general Soumaïla Bakayoko era el jefe del Estado Mayor del Ejército y el coronel mayor Gervais Kouakou Kouassi era el jefe de la Gendarmería.
En octubre de 2011, las unidades que habían estado activas en los alrededores de Abiyán, incluían a las siguientes unidades:
- Primer batallón de infantería de las fuerzas terrestres marfileñas, ubicado en Akouédo.
- Primer batallón blindado, ubicado en Akouédo.
- Primer batallón de comandos paracaidistas, ubicado en Akouédo.

Parece que el segundo batallón de Infantería estuvo basado en Daloa durante algún tiempo. Un cambio de mando en 2003, dio lugar a un nuevo comandante de la unidad. 
Las unidades de fuerzas especiales reportadas incluyen a las siguientes unidades:
- Grupo de Fuerzas Especiales.
- Comandos y Fusileros del Aire
- Destacamento de Intervención Rápida
- Comando de Fusileros Marinos y comandos navales

## Equipamiento militar

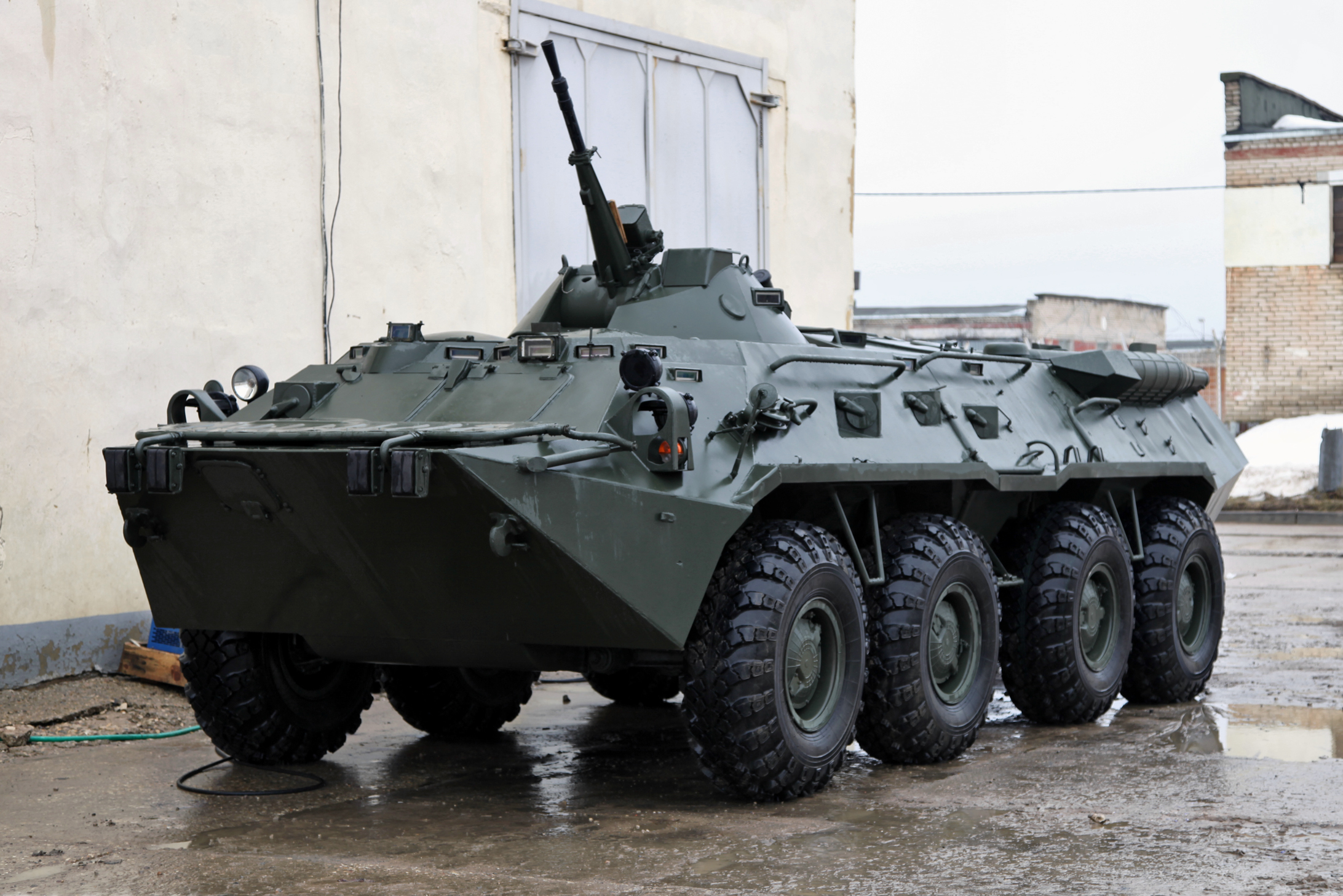
Vehículo blindado de combate BTR-80.

El Ejército marfileño, ha estado tradicionalmente equipado con armas francesas, la mayoría de las cuales fueron entregadas en la década de 1980, gracias a generosas subvenciones militares del Gobierno de Francia. Durante la administración de Laurent Ghagbo, se adquirieron grandes cantidades de armas soviéticas de segunda mano de Angola, Ucrania y Bielorrusia.
La siguiente es una lista del equipamiento militar del Ejército de tierra de Costa de Marfil.

### Armas de fuego
| Nombre                          | Fotografía | Origen          | Tipo                               | Munición             | Fabricante                                     |
| Pistolas                        | Pistolas   | Pistolas        | Pistolas                           | Pistolas             | Pistolas                                       |
| ------------------------------- | ---------- | --------------- | ---------------------------------- | -------------------- | ---------------------------------------------- |
| Tokarev TT-33                   |            | Rusia           | Pistola semiautomática             | 7,62 × 25 mm Tokarev | Planta de armas de Tula                        |
| MAC Mle 1950                    |            | Francia         | Pistola semiautomática             | 9 x 19 mm            | Manufacture d'armes de Châtellerault           |
| MAB PA-15                       |            | Francia         | Pistola semiautomática             | 9 x 19 mm            | Manufacture d'armes de Bayonne                 |
| Beretta 92                      |            | Italia          | Pistola semiautomática             | 9 x 19 mm            | Beretta                                        |
| Subfusiles                      |            |                 |                                    |                      |                                                |
| PPS-43                          |            | Rusia           | Subfusil                           | 7,62 × 25 mm Tokarev |                                                |
| MAT-49                          |            | Francia         | Subfusil                           | 9 × 19 mm            |                                                |
| Heckler & Koch MP5              |            | Alemania        | Subfusil                           | 9 x 19 mm            |                                                |
| Fusil de cerrojo                |            |                 |                                    |                      |                                                |
| MAS-36                          |            | Francia         | Fusil de cerrojo                   | 7,5 × 54 mm Francés  |                                                |
| Fusiles de asalto               |            |                 |                                    |                      |                                                |
| AK-74                           |            | Rusia           | Fusil de asalto                    | 5,45 x 39 mm         |                                                |
| FAMAS                           |            | Francia         | Fusil de asalto                    | 5,56 x 45 mm         |                                                |
| SIG SG 540                      |            | Suiza           | Fusil de asalto                    | 5,56 x 45 mm         |                                                |
| Fusil M16                       |            | Estados Unidos  | Fusil de asalto                    | 5,56 x 45 mm         |                                                |
| Vz. 58                          |            | República Checa | Fusil de asalto                    | 7,62 × 39 mm         |                                                |
| Tipo 56                         |            | China           | Fusil de asalto                    | 7,62 × 39 mm         |                                                |
| Tipo 81                         |            | China           | Fusil de asalto                    | 7,62 × 39 mm         |                                                |
| AKM                             |            | Rusia           | Fusil de asalto                    | 7,62 × 39 mm         |                                                |
| Fusiles de combate              |            |                 |                                    |                      |                                                |
| FN FAL                          |            | Bélgica         | Fusil de combate                   | 7,62 × 51 mm OTAN    |                                                |
| Ametralladoras                  |            |                 |                                    |                      |                                                |
| Ametralladora PK                |            | Rusia           | Ametralladora de propósito general | 7,62 × 54 mm R       | Planta Degtiariov                              |
| Ametralladora pesada KPV        |            | Rusia           | Ametralladora pesada               | 14,5 × 114 mm        | Planta Degtiariov                              |
| DShK                            |            | Rusia           | Ametralladora pesada               | 12,7 × 108 mm        | Planta de armas de Tula                        |
| MAC M1924/29                    |            | Francia         | Ametralladora ligera               | 7,5 × 54 mm Francés  | Manufacture d'armes de Châtellerault           |
| AAT-52                          |            | Francia         | Ametralladora de propósito general | 7,5 × 54 mm Francés  | Manufacture Nationale d'Armes de Saint-Etienne |
| Fusiles de francotirador        |            |                 |                                    |                      |                                                |
| Fusil de francotirador Dragunov |            | Rusia           | Fusil de francotirador             | 7,62 × 54 mm R       | Corporación Kalashnikov                        |
| Lanzacohetes antitanque         |            |                 |                                    |                      |                                                |
| LRAC F1                         |            | 89 mm           | Granada propulsada por cohete      | Francia              | Manufacture Nationale d'Armes de Saint-Etienne |

### Vehículos

#### Carros de combate
| Nombre    | Fotografía | Tipo                       | Origen | Cantidad |
| --------- | ---------- | -------------------------- | ------ | -------- |
| T-54/T-55 |            | Carro de combate principal | Rusia  | 10       |

#### Vehículos de reconocimiento blindado
| Nombre | Fotografía | Tipo                                        | Origen | Cantidad |
| ------ | ---------- | ------------------------------------------- | ------ | -------- |
| BRDM-2 |            | Vehículo anfibio de reconocimiento blindado | Rusia  | 13       |

#### Vehículos de combate de infantería
| Nombre | Fotografía | Tipo                              | Origen | Cantidad |
| ------ | ---------- | --------------------------------- | ------ | -------- |
| BMP-1  |            | Vehículo de combate de infantería | Rusia  | 10       |
| WZ-551 |            | Vehículo de combate de infantería | China  |          |

#### Cazacarros
| Nombre    | Fotografía | Tipo       | Origen  | Cantidad |
| --------- | ---------- | ---------- | ------- | -------- |
| AMX-10 RC |            | Cazacarros | Francia | 8        |

#### Vehículos blindados de transporte de personal
| Nombre                     | Fotografía | Tipo                                | Origen    | Cantidad |
| -------------------------- | ---------- | ----------------------------------- | --------- | -------- |
| ACMAT Bastion              |            | Transporte blindado de personal     | Francia   | 9        |
| Véhicule de l'Avant Blindé |            | Transporte blindado de personal     | Francia   | 13       |
| Panhard M3                 |            | Transporte blindado de personal     | Francia   | 12       |
| BTR-70                     |            | Transporte blindado de personal     | Rusia     | 4        |
| BTR-80                     |            | Transporte blindado de personal     | Rusia     | 6        |
| RG-31 Nyala                |            | MRAP                                | Sudáfrica | 12       |
| APC Mamba                  |            | MRAP                                | Sudáfrica | 10       |
| Otokar Cobra               |            | Vehículo de movilidad de infantería | Turquía   | 20       |

#### Lanzacohetes múltiple
| Nombre     | Fotografía | Tipo                  | Origen | Cantidad |
| ---------- | ---------- | --------------------- | ------ | -------- |
| BM-21 Grad |            | Lanzacohetes múltiple | Rusia  | 6        |

### Morteros
| Nombre      | Fotografía | Tipo              | Origen | Cantidad |
| ----------- | ---------- | ----------------- | ------ | -------- |
| 82 mm-BM-37 |            | Mortero de 82 mm  | Rusia  | 10       |
| 2B11        |            | Mortero de 120 mm | Rusia  | 10       |

### Defensa antiaérea
| Nombre                        | Imagen | Tipo                 | Origen | Cantidad |
| ----------------------------- | ------ | -------------------- | ------ | -------- |
| ZSU-23-2                      |        | Artillería antiaérea | Rusia  |          |
| Cañón automático Bofors 40 mm |        | Artillería antiaérea | Suecia | 5        |
| 9K32 Strela-2                 |        | MANPADS              | Rusia  |          |

## Fuerza Aérea

Escarapela aeronáutica de Costa de Marfil.

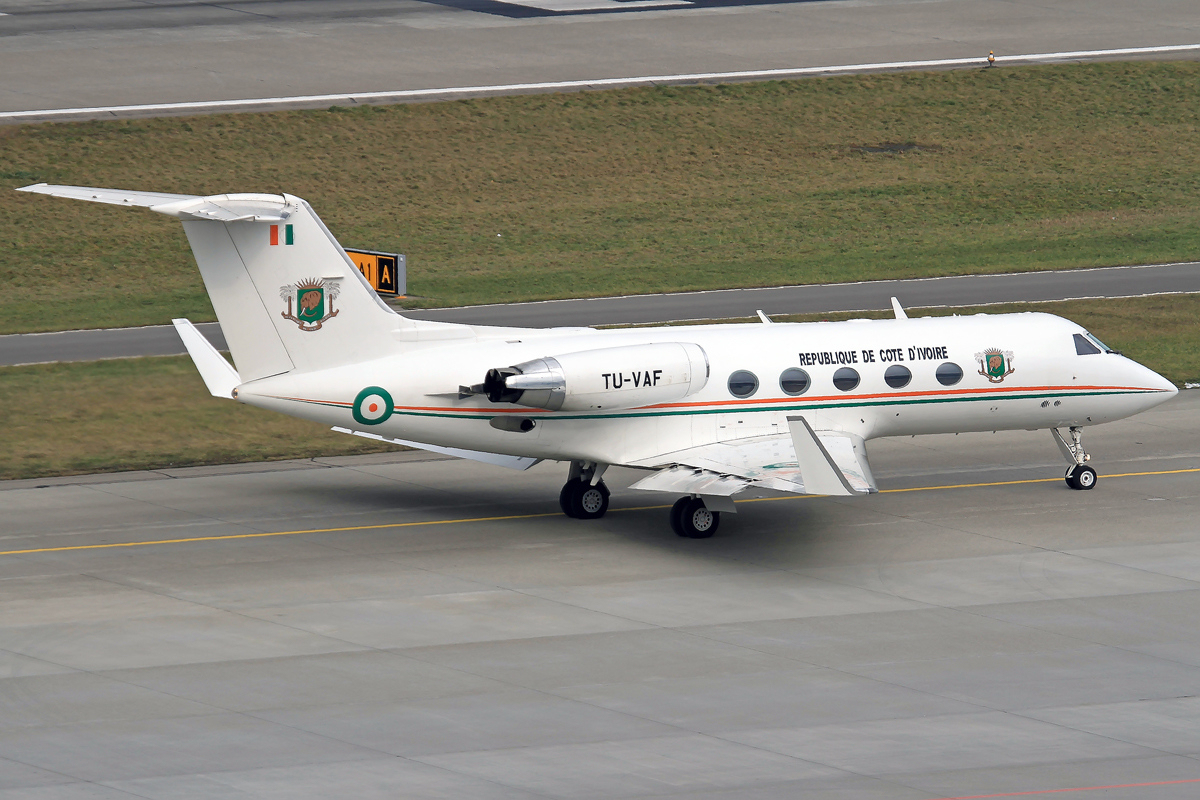
Un Gulfstream G-IV de Costa de Marfil.

Después de lograr la independencia de Francia en 1960, Costa de Marfil mantuvo unos fuertes vínculos con Francia mediante unos acuerdos bilaterales de defensa.  Las técnicas de entrenamiento y las operaciones francesas se han utilizado desde la creación de la fuerza aérea. El primer equipo suministrado incluyó tres aeronaves Douglas C-47 Skytrain y siete aviones utilitarios STOL Max Holste Broussard en 1961. Los primeros aviones a reacción que entraron en servicio en octubre de 1980 fueron seis aviones de ataque ligero y de entrenamiento avanzado Dassault/Dornier Alpha Jet, se ordenaron seis más, pero posteriormente se cancelaron. Sin embargo, otro avión fue comprado en 1983.
La fuerza aérea marfileña en 1979, sólo contaba con aviones de transporte y de enlace. En 1987, la Biblioteca del Congreso, afirmó que el nombre oficial que el grupo de transporte aéreo y enlace de la Fuerza Aérea de Costa de Marfil (en francés: Groupement Aérien de Transport et de Liaison), refleja una misión centrada más en la logística militar y el transporte aéreo, que en una fuerza de combate.
En 2004, tras un ataque aéreo contra las fuerzas de paz francesas, por parte de las fuerzas aéreas marfileñas, el Ejército francés destruyó todos los aviones de la Fuerza Aérea de Costa de Marfil. Supuestamente, el presidente Gbagbo había ordenado ataques aéreos contra los rebeldes marfileños. El 6 de noviembre de 2004, al menos un bombardero marfileño Sukhoi Su-25 atacó una posición militar francesa de las fuerzas de mantenimiento de la paz, en la ciudad rebelde de Bouaké, a las 12 horas PM, matando a nueve soldados franceses e hiriendo a 31. Un trabajador y un misionero estadounidenses fueron asesinados. El gobierno marfileño afirmó que el ataque a los militares franceses no fue intencional, pero los franceses insistieron en que el ataque había sido deliberado.
Varias horas después del ataque, Presidente de Francia Jacques Chirac, ordenó la destrucción de la Fuerza Aérea marfileña, y la toma del Aeropuerto de Yamusukro. El Ejército francés realizó un ataque terrestre contra el aeropuerto, destruyendo dos aviones de ataque terrestre Sukhoi Su-25 y tres helicópteros artillados Mi-24.
Dos helicópteros militares fueron destruidos durante un combate aéreo en el espacio aéreo de Abiyán. Francia envió a 300 tropas, y puso en estado de alerta a tres aviones de combate Dassault Mirage F1 con base en Gabón.
La Fuerza Aérea de Costa de Marfil, posteriormente fue reconstruida.
En 2007, la revista Aviation Week & Space Technology, informó que había un total de seis aeronaves marfileñas en servicio: Un avión de transporte táctico Antonov An-32, un avión utilitario Cessna 421 Golden Eagle, dos helicópteros Eurocopter SA 365 Dauphin, una aeronave Gulfstream IV y un helicóptero de ataque Mil Mi-24, se desconoce si alguna de estas aeronaves estaba realmente operativa. El sitio web Deagel.com, informó sobre dos aviones de ataque Mikoyan-Gurevich MiG-23.

### Aeronaves
| Nombre                      | Fotografía        | Origen            | Tipo                            | Unidades          |
| Aviones de ataque           | Aviones de ataque | Aviones de ataque | Aviones de ataque               | Aviones de ataque |
| --------------------------- | ----------------- | ----------------- | ------------------------------- | ----------------- |
| Sukhoi Su-25                |                   | Rusia             | Avión de ataque y entrenamiento | 2                 |
| Aviones de reconocimiento   |                   |                   |                                 |                   |
| Beechcraft Super King Air   |                   | Estados Unidos    | Avión de reconocimiento         | 1                 |
| Aeronaves de transporte     |                   |                   |                                 |                   |
| Antonov An-26               |                   | Ucrania           | Avión de transporte             | 2                 |
| Beechcraft 1900             |                   | Estados Unidos    | Avión utilitario                | 1                 |
| CASA C-295                  |                   | España            | Avión de transporte             | 1                 |
| Helicópteros militares      |                   |                   |                                 |                   |
| Mil Mi-8                    |                   | Rusia             | Helicóptero de transporte       | 1                 |
| Mil Mi-24                   |                   | Rusia             | Helicóptero de ataque           | 1                 |
| Vehículo aéreo no tripulado |                   |                   |                                 |                   |
| Delair DT26                 |                   | Francia           | VANT de reconocimiento          | 4                 |

## Fuerzas internacionales
Un acuerdo de defensa mutua firmado con Francia en abril de 1961, prevé el estacionamiento de tropas de las Fuerzas Armadas francesas en Costa de Marfil. El 43.er Batallón de Infantería de Marina de las Tropas de Marina del Ejército francés, tenía su base en Port Bouet, una localidad adyacente al aeropuerto de Abiyán, desde 1979, y tenía más de 500 tropas asignadas hasta 2011, cuando fue disuelta. El ejército francés también mantiene una fuerza como parte de la Operación Licorne.
A partir del verano de 2011, la fuerza francesa, que anteriormente contaba con más de 5000 efectivos, ahora cuenta con aproximadamente 700 y está formada por el Cuartel General Licorne, el Batallón Licorne (BATLIC), aparentemente formado por elementos del 2.º Regimiento de Infantería de Marina y del Regimiento de Infantería y carros de Marina, y un destacamento de helicópteros. 
Las Naciones Unidas mantienen la Operación de las Naciones Unidas en Costa de Marfil (ONUCOM) desde 2004. El 28 de febrero de 2011, la ONUCOM estaba integrada por 7568 soldados, 177 observadores militares y numerosos civiles y policías internacionales; la misión había recibido refuerzos de helicópteros e infantería de la Misión de las Naciones Unidas en Liberia (la MINUL) durante el estancamiento desde las elecciones de finales de 2010 que habían sido ganadas por el candidato Alassane Ouattara. 

## Gendarmería Nacional
Desde la independencia, Costa de Marfil ha mantenido una fuerza de Gendarmería nacional, con el mandato de ayudar a la policía en sus tareas de aplicación de la ley en los distritos rurales del país.
Sin embargo, también puede desplegarse junto con el ejército para sofocar disturbios urbanos internos. Durante varias décadas, el tamaño de la Gendarmería Nacional de Costa de Marfil se ha mantenido constante, en alrededor de 4000 a 5000 efectivos, supervisados por un comandante.
La Gendarmería Nacional, experimentó una expansión masiva tras el estallido de la Primera Guerra Civil de Costa de Marfil, aumentando hasta contar con alrededor de 12 000 efectivos comandados por un General de división. Los gendarmes reciben entrenamiento y formación como cadetes, en una academia militar nacional de Gendarmería.
La Gendarmería Nacional mantiene una rama de investigación, las Brigadas de Investigación, que ha sido acusada de varios abusos de los derechos humanos, incluidas varias ejecuciones extrajudiciales y detenciones ilegales.

## Guardia Republicana
La Guardia Republicana de Costa de Marfil (en francés: Garde Républicaine de Côte d'Ivoire) es una unidad militar de Costa de Marfil, que se encarga de la protección de los funcionarios y edificios del gobierno. Es una de las unidades mejor equipadas de las Fuerzas Armadas de Costa de Marfil.